# Les Bottereaux

Les Bottereaux este o comună în departamentul Eure, Franța. În 1 ianuarie 2022 avea o populație de 347 de locuitori.